# Cophyla
Cophyla är ett släkte av groddjur. Cophyla ingår i familjen Microhylidae. Släktet listas ofta i underfamiljen Cophylinae. Arterna förekommer på Madagaskar.
Släktets arter är utan svans 10 till 14 mm långa. Dessa grodor klättrar på träd. Honor lägger upp till 100 ägg som göms i trädens håligheter eller på blad. Grodynglen bevakas av hannen. Arterna kännetecknas av breda fingerspetsar som liknar skivor. Den mest kända arten Cophyla berara är ljusbrun på ovansidan med mörka mönster och krämfärgad på undersidan.
Arter enligt Catalogue of Life:
- Cophyla berara
- Cophyla occultans
- Cophyla phyllodactyla

IUCN listar många fler arter och av dessa tre arter som akut hotad (CR) samt flera arter som starkt hotad (EN).